# Marcelo Moretto
Marcelo Moretto de Souza (Eldorado, 10 maggio 1978) è un ex calciatore brasiliano, di ruolo portiere.

## Palmarès

### Club

#### Competizioni nazionali
- Coppa del Portogallo: 1

Vitória Setúbal: 2004-2005
- Coppa di Lega portoghese: 1

Benfica: 2008-2009

#### Competizioni statali
- Campionato Catarinense: 1

Avaí: 2012